# Time and Temperature Building
El Time and Temperature Building, originalmente conocido como Chapman Building, y oficialmente 477 Congress Street, es un edificio de oficinas de catorce pisos en el centro de Portland, en el estado de Maine (Estados Unidos). Lleva el nombre de una gran pantalla tipo caja de huevos de tres lados y cuatro elementos en el techo que muestra la hora y la temperatura locales. Fue construido en 1924 como un edificio de doce pisos, con el primer centro comercial cubierto de Maine en su planta baja. Está ubicado al lado del Fidelity Trust Building, de diez pisos; hasta la década de 1970, estos edificios eran los únicos rascacielos de Portland.
El edificio, que es uno de los más altos de Portland, es visible en el horizonte desde varias millas, incluso desde Peaks Island, al otro lado del puerto, y se ha convertido en un punto de referencia para los habitantes de Portland que dependen de él no solo para la hora y la temperatura del letrero, sino también para encontrar su camino hacia Portland.

## Letrero
El letrero de hora y temperatura se agregó en 1964. En la década de 1970, el Portland Savings Bank realizó una competencia de verano en la que el ganador era la persona que adivinaba correctamente cuándo el letrero registraría por primera vez una temperatura de 32 °C.
La ley de Maine prohíbe los mensajes intermitentes en los letreros visibles desde las carreteras estatales, pero en 1991, la Legislatura de Maine aprobó una exención de la cláusula anterior para permitir que el Time and Temperature Building utilice publicidad para cubrir los costos operativos.
En 1999 se instaló un nuevo letrero que, además de la hora y la temperatura, emite mensajes de dos líneas de cuatro caracteres cada una. Los mensajes publicitarios han incluido "WMTW NEWS", de la estación de televisión WMTW-TV, cuyos estudios estuvieron ubicados en el edificio desde 1999 hasta 2015, y "CALL JOE", del abogado publicitario Joe Bornstein.
Cuando una tormenta de nieve es lo suficientemente severa como para provocar una emergencia de nieve, el letrero parpadea con las palabras "PROHIBICIÓN DE PARQUEO" para recordar a las personas que no se estacionen en la calle.
En 2010, cuando un mal funcionamiento hizo que el letrero se apagara, unas sesenta personas preocupadas se comunicaron con los propietarios del edificio para informarles.

## Historia
El edificio Chapman fue diseñado por el arquitecto local Herbert W. Rhodes, quien también diseñó el cercano hotel The Eastland. En 1964, Casco Bank, el propietario del edificio, agregó dos pisos e instaló un letrero intermitente de tiempo y temperatura en el techo. La adición era incongruente con el estilo original del edificio, pero una renovación importante en la década de 1980 lo integró de manera más natural en los pisos inferiores. 
En 1995, la Fundación Libra de la filántropa millonaria Elizabeth Noyce compró el edificio. Las renovaciones se completaron en 1996,  y en 1999 se instaló un nuevo letrero de tiempo y temperatura en el techo. En 2003, la Fundación Libra vendió el edificio a 477 Congress LLC, una subsidiaria de Kalmon Dolgin Affiliates. Para 2016, la ocupación se había reducido al 60%, ya que la falta de mantenimiento había provocado que los inquilinos abandonaran el edificio. El edificio fue ejecutado por Wells Fargo el 11 de mayo de 2016. La propiedad del edificio pasó a CW Capital Asset Management, una empresa de servicios de préstamos. Una inspección realizada en noviembre de 2017 por el Departamento de Bomberos de Portland encontró 19 violaciones de seguridad contra incendios. El edificio se vendió en una subasta por 9,3 millones de dólares en octubre de 2018 a TT Maine Venture.

## Galería

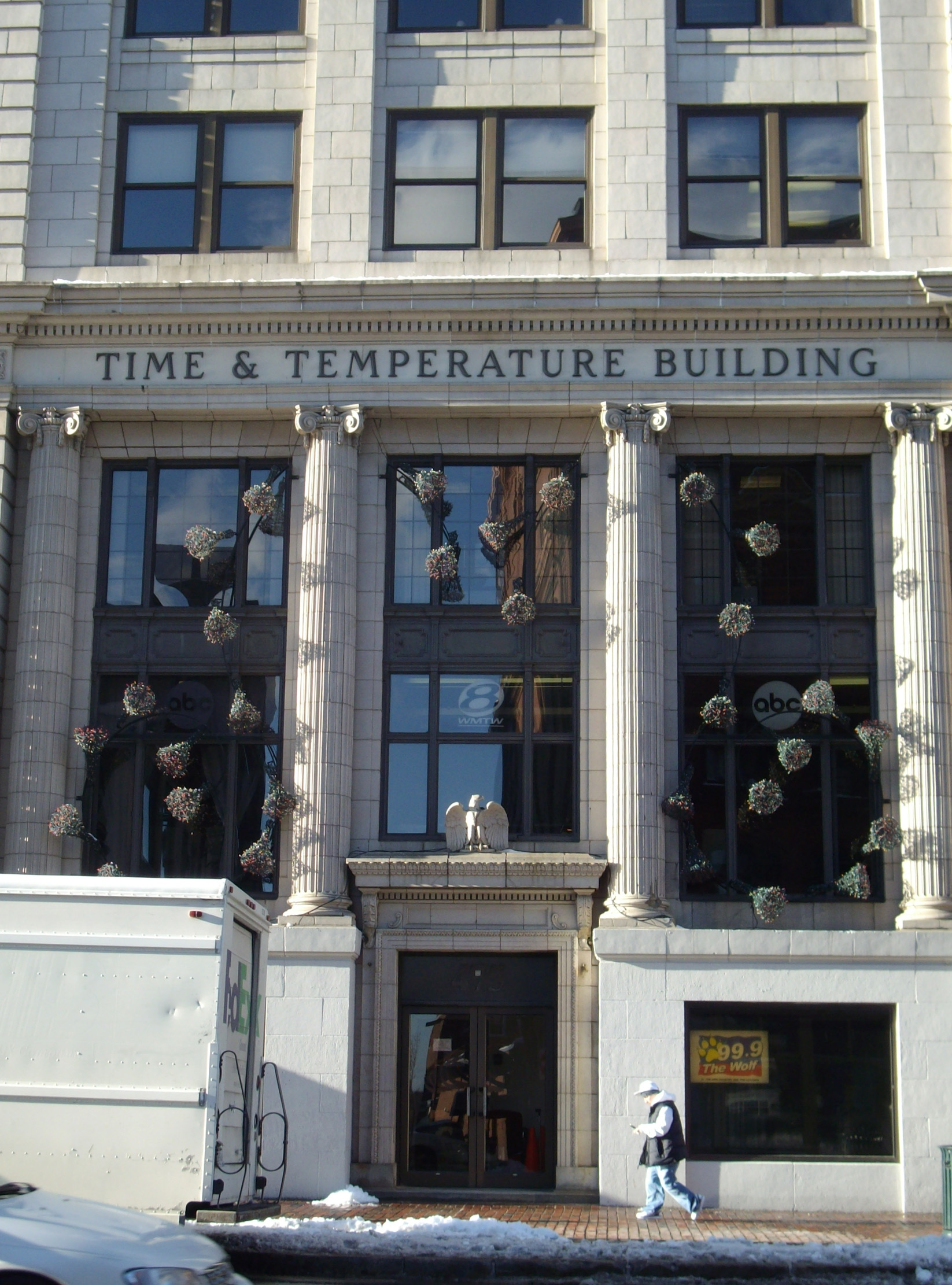
Entrada
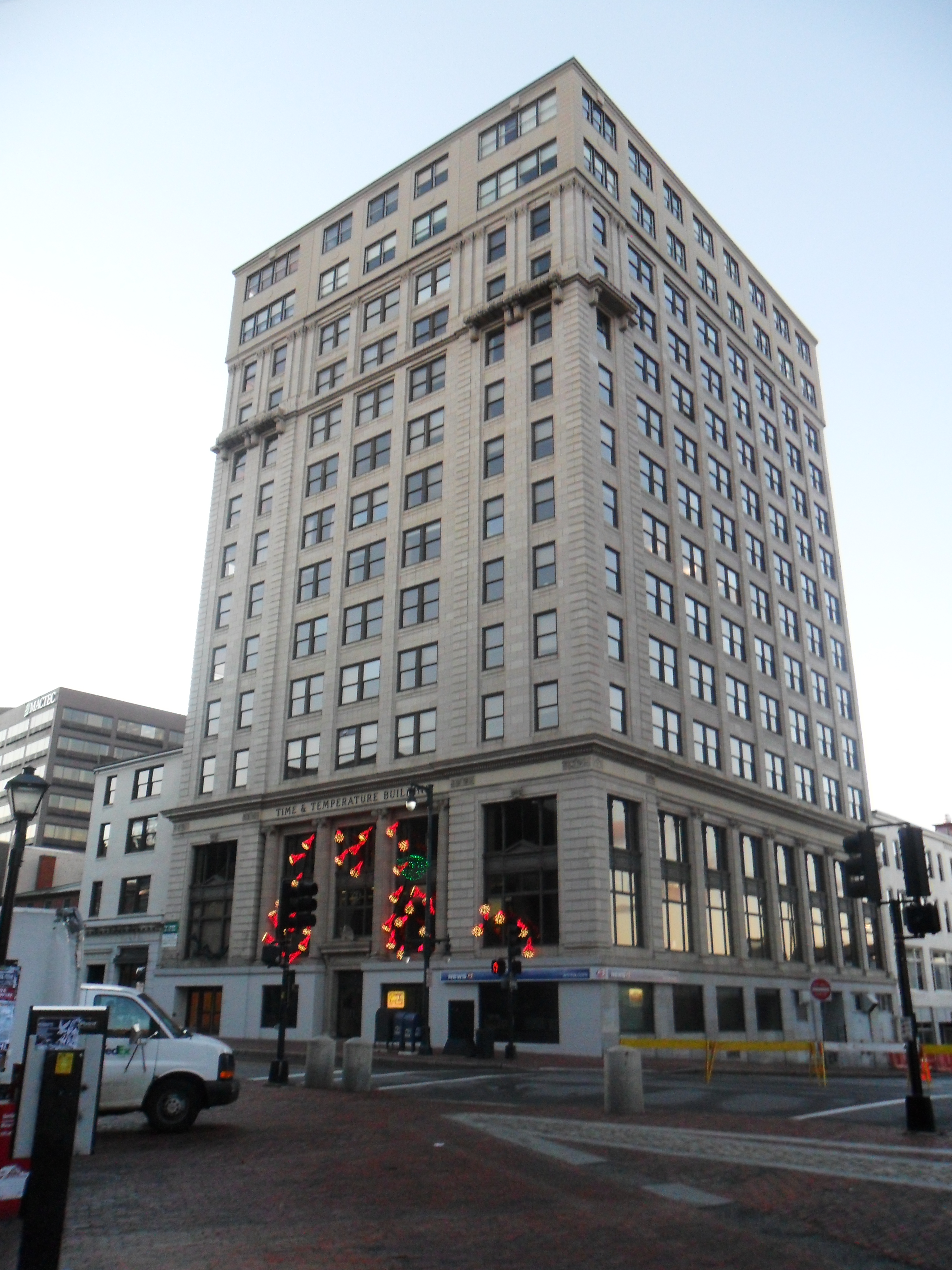
Vista lateral